# Abraham César Lamoureux
Abraham César Lamoureux fue un escultor francés, nacido antes del año 1660 en Metz y fallecido el 17 de abril de 1692 en  Copenhague.

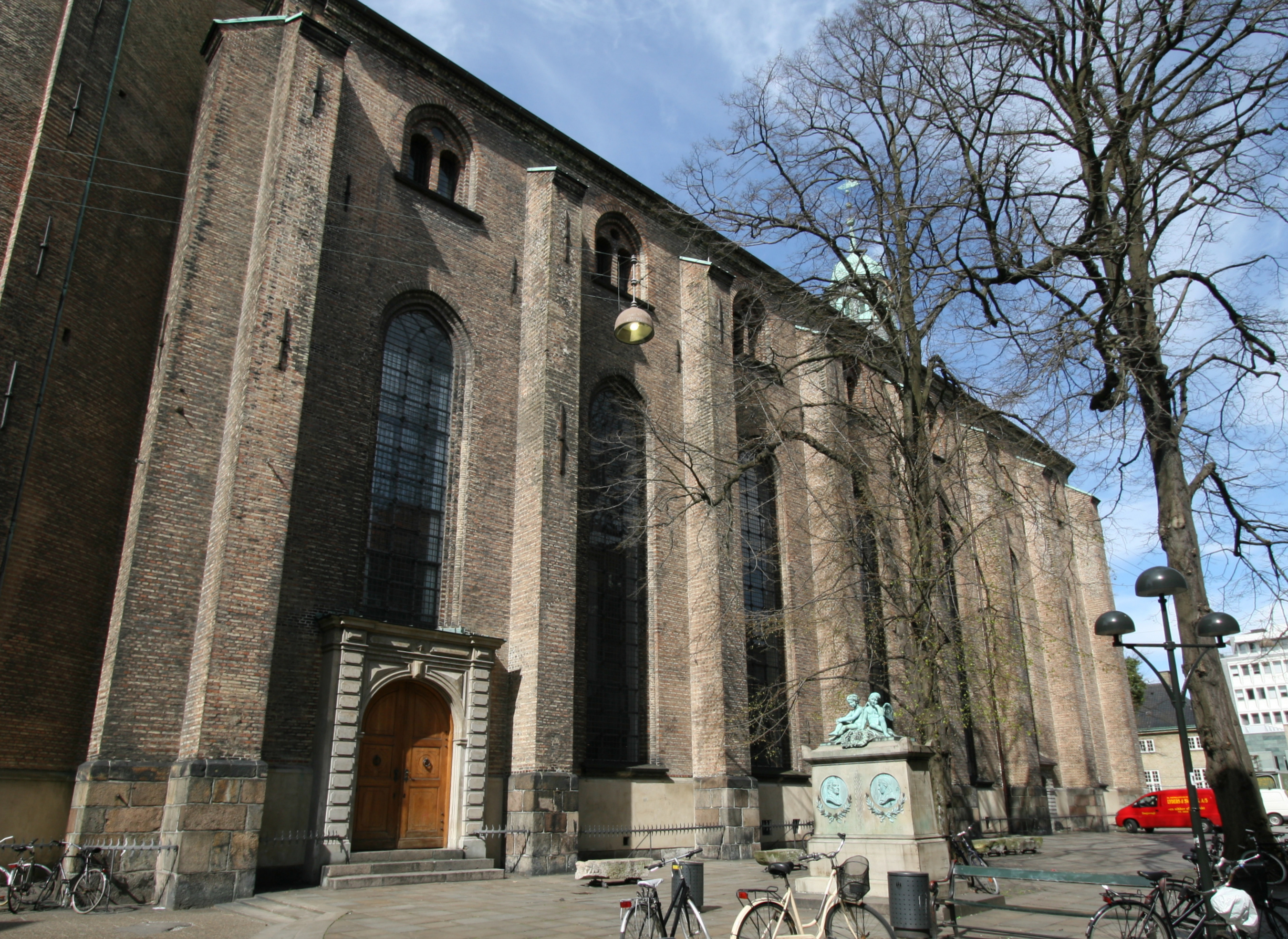
Fachada lateral de la Iglesia de la trinidad en Copenhague, donde está enterrado Abraham César Lamoureux.

## Datos biográficos
Es conocido por su trabajo desarrollado en Dinamarca y especialmente por la estatua ecuestre del rey Cristián V de Dinamarca. Lamoureux vivió un tiermpo en Suecia (1664-1681), desde donde se trasladó y fue contratado como artista en la corte danesa del rey Christian V en 1681. Su hermano Claude Lamoureux fue también escultor.
La estatua ecuestre de Cristián V es la obra cumbre en la carrera de Lamoureux y la estatua ecuestre más antigua de la región nórdica.
Está enterrado en la iglesia de la Trinidad de Copenhague (en danés: Trinitatis Kirke).

## Obras
Entre las mejores y más conocidas obras de Abraham César Lamoureux se incluyen las siguientes:
- Hjort  (figura dorada para las fuentes de 1682, originalmente en Frederiksborg . Retirado a Jægersborg, en 1771)
- Estatua ecuestre de Cristián V , "caballo" (plomo dorado, aprox. 1685-1688, instalada en la plaza Kongens Nytorv de Copenhague, y posteriormente trasladada al Tojhusmuseet,[3] siendo reemplazada por una copia en bronce realizada por Einar Utzon-Frank , en 1946)

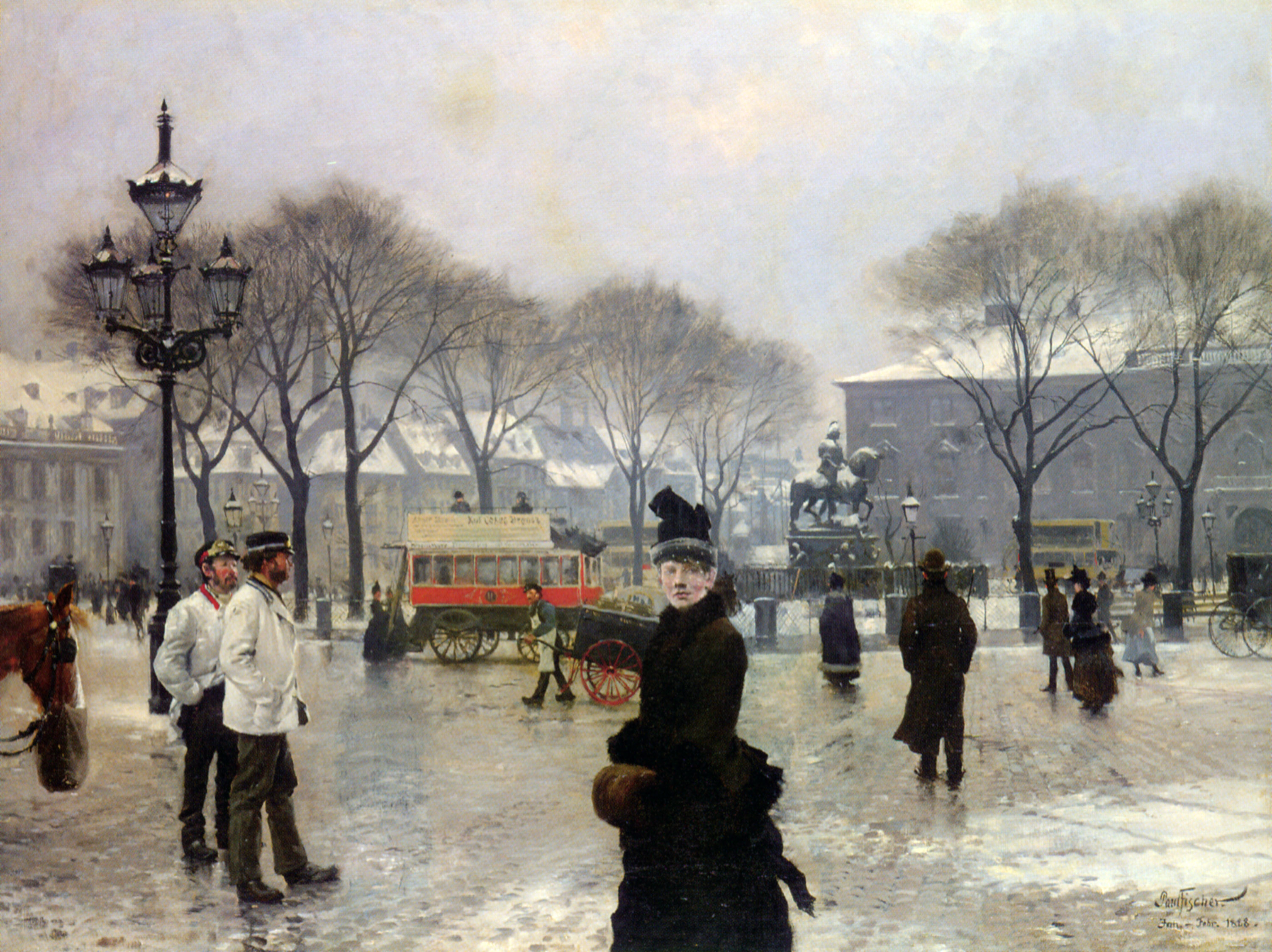
La estatua ecuestre de Cristián V retratada en un óleo de Paul Fischer de 1888
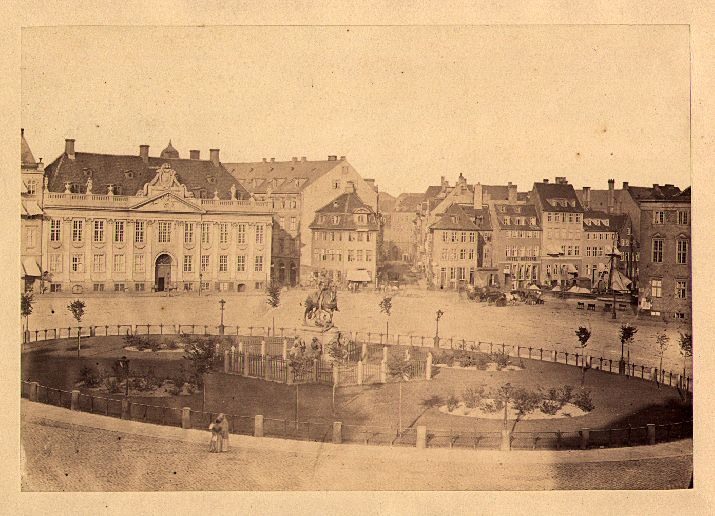
1855: Fotografía de Edvard Meyer (1813-1880) conservada en la Royal Library de Copenhague
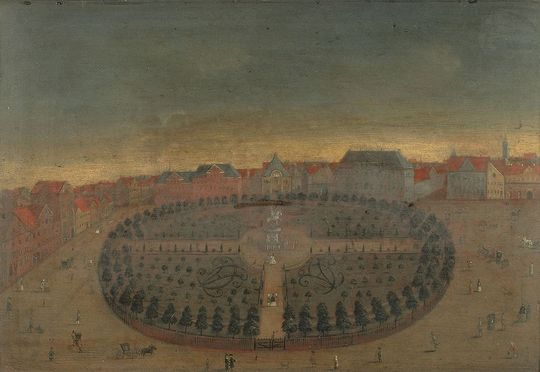
Copia de Johannes Rach y Hans Heinrich Eegberg de una pintura de un artista desconocido ; hacia 1750

- Cuatro figuras del zócalo de la estatua ecuestre (completadas después de la muerte de A.C. Lamoureux, es de suponer que por su hermano Claude Lamoureux)
- Retrato en relieve o de Cristián V (mármol, Rosenborg Collection).[4]

### Atribuciones
- Marte y Hércules - figuras de niños en la piedra, Puente Verde (en danés: Grønne Bro) en la Rosenborg Have)
- Hércules (Colegio Borch)[5]
- Estatuilla del rey Christian V (mármol, Gisselfeld).